# 桂小太郎
桂小太郎（かつら　こたろう），是日本漫畫和動畫作品《銀魂》的虛構角色，與銀時、高杉、辰馬等人加入對抗天人的「攘夷戰爭」，共稱「攘夷四傑」（JOY4）。

## 設計
- 角色源自於幕末維新三傑之一的長州藩士桂小五郎（後改名木戶孝允，過去為了逃過追殺而使用多個假名）。后期假名唐纳德·假朗普参考自人送外号川普的美国总统唐纳德·特朗普。

## 人物
- 6月26日出生(巨蟹座)[參⁠ 5]
- 175公分，56公斤
- 25-29歲（原作中和官方都沒有明確給出數據但是和銀時差不多）
- 血型:AB型(對決猩覺自爆)

### 形象
有一頭烏黑柔順的長髮，這點曾被形容過為「像女人」，男扮女裝時的假名為假髮子（或譯為「圭子」）。紅櫻篇中頭髮被削成短髮，之後又變長，作者表示這是因為看似短暫但在故事中其實已經過了好幾個月的時間。在漫畫中可以看出有頭髮變長的過渡，但在動畫中並不明顯。是個有冷峻面容的美男子，卻能一臉坦然的說出脫線台詞，思維跳躍，經常作出各種奇怪聯想，在腦中上演妄想小劇場。雖然大多時間都在搞笑，但心底非常注重以前的戰友。
通稱假髮（ヅラ）。當有叫他「假髮」（中譯差異：日語的「假髮」與「桂」諧音，粵語的「圭」與「桂」諧音，臺灣的配音版為了效果則改成英語的「Gay」與華語的「桂」諧音）時便一定會說：「不是Gay（假髮／阿圭），是桂。」。而他亦經常以「不是○○，是××」（○○じゃない、××だ）的句式說話，常因此自暴通緝犯身份。
最喜歡吃蕎麥麵和玉米棒。自咖哩忍者事件後稱呼神樂為「隊長」（リーダ)。欣賞的明星是押尾学，但形容押尾學的存在是演藝圈污穢的具現化。這點在動畫裡面改為GOEMON。單方面在意劇中角色屬性重複的問題，因此在意屬性類似的九兵衛並曾數度大打出手。認為被打上馬賽克的東西就是猥褻物，因此拒絕記者在他的臉上打馬賽克，但是卻容許自己的攘夷志士夥伴們被打上馬賽克。
擅長rap，名曲為「攘夷joy」，與坂田銀時的「多啦A夢之歌」同為銀魂必聽曲目之一，因此粉絲稱呼攘夷四天王坂田銀時，桂小太郎，高杉晉助，坂本辰馬四人為joy4。桂的聲優，不唱歌的石田彰曾在銀魂祭中現場演唱「攘夷joy」。
為人細心勇敢，在年幼時為了幫助被罰沒有飯吃高杉，謊稱婆婆做的飯糰不合口味只好用來供奉神社，把飯糰放在高杉旁邊，被高杉識破奶奶早已去世。當松下村塾被告發時去通報銀時讓他們逃跑，在夜晚和高杉一起留下拖住官兵的腳步。實力強勁，但為了以大局為重，作風一直比較保守型，攘夷時期因沒有出眾戰功而被士兵質疑實力。真正知道他的個人戰力的只有銀時和高杉；所以在紅櫻篇疑似被似藏砍殺時銀時說「假髮怎樣可能敗給你」。在村塾中成績出眾，被松陽稱為「塾中最優秀的學生」。
銀時以前的盟友，攘夷志士中的存活者之一。企劃討伐天人及幕府，重整腐敗的國家，建立武士之國。以前常進行過激的攘夷活動並喜歡使用圓形的小炸彈，所以他被認為是恐怖份子，亦因此有「狂亂貴公子」之稱。之後轉為穩健派，在烙陽決戰篇中得知「逃跑小太郎」這個稱號源自他不貿然進攻且穩健的作戰方式。雖同為松陽弟子，但主線出場次數比銀時和高杉都要少，被戲稱一直在待機，傾城篇時由踢罐子開始一直在地板下待機。電郵信箱是KutabareElite@bocomo.ne.jp（kutabare elite意為「精英去死」）。
現時被幕府通緝，仍在進行各種活動，因此經常喬裝，如海盜、和尚、侍應、忍者、水電工等。逃生裝備如降落傘和玉米棒也一應俱全。在網路上的暱稱為水果XXX+武士+英文字母，與近藤相似。有架設網站「驚異的幸福論 攘夷志士幸福法」，請聽來自實際成為志士而獲得幸福的主婦E太太的一段話。
據傳喜歡人妻，但本人自稱「不是喜歡人妻，而是喜歡NTR」，據銀時所述，初戀是私塾附近的寡婦。在攘夷期間坂本辰馬提出找附近的五月太夫時有過大反應。現與北斗心軒的老闆娘幾松曖昧不清，曾被銀時懷疑是否和其有關係。

### 經歷
自幼父母因病去世，由婆婆扶養長大。是一名神童，在婆婆去世後有想要收養他的人家，但被桂以武士必須自己養活自己為由拒絕。和高杉本被名門講武館破格取錄，但因貧窮且出身寒門而被高杉以外的同門看不起，似乎只和高杉一人比較要好。在和銀時相遇後曾到松下村塾聽松陽老師談論武士道，隨後和高杉一起轉到松陽門下。
攘夷時期會把髮尾束起，在攘夷四天王中處於領導地位。因婆婆告訴他作為一個將領最重要是保命，畢竟他死了戰爭就結束，也無法拯救身邊的人，所以要盡全力保護自己的命，促使他在戰爭中採用穩健的防守型作戰。在戰爭中會把勝仗交給銀時和高杉，而自己則負責打會敗的仗，把傷亡減至最低，因此未有出眾的戰功而被部下質疑他的戰鬥實力，後被坂本辰馬反駁。如果遇上了不全力對付就無法戰勝的對手，或有了可以托付一切的將領，才會展現自己的實力，進入假髮模式，以捨棄防守的方式進攻。在村塾時期銀時曾告訴桂由他代替桂擔任領袖，所以只有在銀時或高杉身邊時才桂能拋棄將領的擔子，把一切托付給銀時和高杉，以朋友的身份全力戰鬥。
本篇中只有在烙陽決戰篇對上猩覺時表現出自己的真正的個人實力。

## 劇中表現
首次正式登場是在恐怖攻擊天人大使館，把萬事屋等三人捲入其中。因阿銀稱他為假髮而先賞了阿銀一發｢昇龍拳｣(上勾拳)，並帶他們到攘夷志士的暫時據點請求阿銀加入他們，但被拒絕。就在這當時剛好真選組殺到，自己便與黨羽逃跑，留下萬事屋三人組被沖田、土方等人追擊。

### 春雨篇
萬事屋在調查失蹤的火腿子時發現宇宙海盜春雨在售賣毒品，銀時為了救人被海盜們包圍，新八和神樂亦被擒。危急之中桂出手把銀時救出，後亦與其闖入春雨艦上將新八和神樂救回。

### 忍者篇
因為和伊利莎白鬧翻並失散，當知道其被人抓了之後，桂聯同猿飛以及萬事屋等與前御庭番眾的五忍對戰，雖然勝出但伊利莎白根本就沒有被抓。最後在街上找到伊莉莎白。

### 紅櫻篇
因為被鬼兵隊前隊員岡田似藏砍殺而爆發事件，事實上並沒有死，而偷偷偽裝成伊莉莎白的樣子潛進鬼兵隊的艦隊裡，查到了有關村田鐵矢幫鬼兵隊打造「紅櫻刀」的事情。在假伊莉莎白被高杉砍了才現身，並趁機反砍高杉一刀。兩人皆因胸前的課本擋刀才逃過一劫。之後上前跟高杉理論，無法認同高杉把江户連同人民一起毁滅的做法，後得知高杉以銀時和他的首級為籌碼，籍此與宇宙海賊春雨聯手，勃然大怒，與高杉關係決裂，和銀時大鬧一番後逃去。

### 龍宮篇
跟銀時一起中了月姬的毒氣而變成老人家，雖然如此武士精神依然存在，並與銀時一同戰到最後。

### 野貓篇
桂、銀時與近藤因先後在一座古廟的貓墓裡大小便，結果都被詛咒變成了動物，桂變成了一隻黑貓。在不知所措的情況下，只好跟著歌舞伎町野貓王之稱的芳一。之後知悉木天蓼星的國王來到地球，想取得地球上最強悍公貓的睪丸，便展開了連場混戰，最後還是順利解除了詛咒。

### 蓮蓬篇
伊莉莎白忽然失蹤，然而桂想也想不起來他是什麼時候離開的，於是跟萬事屋一起從伊莉莎白用過的對話板堆尋找答案，赫然發現伊莉莎白就是宇宙傭兵「蓮蓬」的一份子。之所忘記是因為被伊莉莎白下藥以致忘記了和其有關的最近的事。
為了尋找伊莉莎白，桂和萬事屋等人搭乘坂本辰馬的飛船，前往蓮蓬的所在地，並且破解了邪惡主腦米墮卿的陰謀。回到地球之後，眾人才發現來自「蓮蓬」的伊莉莎白只是星期一代班。

### 金魂篇
被源外創造出來另一位萬事屋老闆—坂田金時所洗腦，後來在最終戰時，克服了洗腦電波，轉而保護銀時。

### 告解篇
銀時開了懺悔室，結果莫名其妙地讓將軍德川茂茂失去記憶，陰錯陽差讓他加入桂的一方。結果將軍表現出更優秀的領導氣質，志士們紛紛把桂打入冷宮跟隨將軍，連伊莉莎白也離棄他。桂相當崩潰，便自己一個人衝進大牢。然而這其實是將軍打算消滅桂的計謀，不過實際上桂亦早已察覺並同樣佈下埋伏。二人不分勝負之下，桂和將軍定下約定，由存活下來的人開拓新時代。

### 拉麵篇
桂心血來潮想要查到幾松父親的下落，聯合萬事屋與街頭幫派打了場混戰，結果那位「長得像武藏的人」竟然是...。

### 靈魂轉換篇
銀時跟土方因車禍意外而互相調換靈魂，而土方扮演的銀時，看不起銀時平常管理屬下的作風，於是大大改造了萬事屋的風氣，桂以為銀時改頭換面，加入了萬事屋的陣營，職稱為「萬事屋第三隊隊長」。

### 爆炸頭篇
桂這次獨自潛入真選組當臥底，為了不被發現，他戴了頂超大爆炸頭假髮混淆視聽。而在入隊考核時的比試中，對上了傳說中的真選組第三隊隊長齋藤終，因此對他特別關注。後成功加入第三隊，並成功取信於齋藤。可是，桂從內裡分化真選組的計劃還是在萬事屋的搞局下失敗。最後決戰中，齋藤沒能擒住桂，但桂也沒能直接引爆炸彈，二人對對方實力還是非常認同的。

### 再見了真選組篇
因為前任將軍茂茂的死，讓他決意不再待機，履行和將軍的約定。為此，他喬裝攻擊喜喜並被關進黑繩島中，並順利救出近藤和松平。另一邊廂，他派出伊莉莎白及攘夷志士們和真選組餘黨接觸，以救出近藤為籌碼與真選組聯手。在二者和萬事屋的努力之下，眾人順利撤出黑繩島。

### 烙陽決戰篇
為了尋找高杉的下落，桂聯合銀時與辰馬一同前往宇宙，抵達神樂的故鄉「烙陽星」。到達後其遭遇春雨第四師團團長猩覺襲擊，桂親自斷後，阻擋猩覺，經幾番苦戰後才將其擊敗。此戰過後，他會合銀時、辰馬和剛甦醒的高杉，合力抵擋天導眾與春雨的攻擊。
戰鬥告一段落後，武市變平太告訴桂、辰馬與銀時三個人有關朧的死亡、虛的誕生，和他接下來要消滅地球的計畫。

### 銀之魂篇
為了阻止天人大軍，桂和辰馬帶著喜喜跟天人談判，成功說服紫雀提督停火。然而因為圓翔皇子的異動，眾人又一次被囚禁。亂局裡他應辰馬的指示登上隱形太空船卻陰差陽錯被哈達王子的船隊所收監。隨後他發現了伊莉莎白的真正身份，並成功說服哈達王子整個星球的人成為地球的盟友。在與圓翔王子的大戰中，他和辰馬及高杉合力將之擊倒。及後在天人們的眾志成城之下，和眾人一同成功登陸地球。
隨著太空船成功降落，虛亦被銀時等人封印在龍脈裡。桂在兩年間混到了政府的內閣總理，化名為唐納德.假朗普，推行了很多政策。時機來到之時，他與真選組合作偽造自己的刺殺，變回桂之後騰出手來跟高杉和銀時一起殺入能量塔。在最後對決中，中途落單的他遇上了駭，理解到他和自己目標其實很相近。高杉和銀時為擊倒虛救回松陽的靈魂而弄的非常大陣仗，能量塔也快要墮毁。在松陽的要求下，桂秉持 "由始至終，他們倆 (銀時和高杉) 闖的禍，都是由我來刷屁股的。" 的領悟指揮眾人撒退，並成功在倒下的能量塔裡生還。
大結局中，他再次在公眾面前出現消除了微微公主殺害自己的流言，並帶上了很像伊莉莎白的面具，遊走於各個勢力之中。

## 備註
1. ↑  原作中和官方都沒有明確給出數據但是和銀時差不多
2. ↑   註: